# Pod Borkovou
Pod Borkovou je přírodní rezervace poblíž města Horní Planá v okrese Český Krumlov. Důvodem ochrany jsou biotopy rašelinišť, slatinišť, nevápnitých mokřadů, periodicky zaplavovaných ploch a křovin a ochrana před škodlivými zásahy do přirozeného vývoje zvláště chráněných druhů rostlin a živočichů.